# Hinda Gharbi
Hinda Gharbi, née en août 1970 à Tunis, est la directrice générale de Bureau Veritas depuis juin 2023.

## Biographie
Grâce à une bourse d'études, elle peut rejoindre la France et faire des études d'ingénieur à l'École nationale supérieure d'ingénieurs électriciens de Grenoble. Elle fait aussi un master of sciences en traitement du signal.
A partir de 1996, elle travaille au sein du groupe Schlumberger. Elle travaille d'abord à des interprétations géophysiques sur une plate-forme de forage dans le Golfe de Guinée, puis au Texas et en Ecosse. En 2007, Schlumberger lui confie la gestion de la filiale Asie-Pacifique avec résidence à Bangkok. En 2013, elle s'occupe des ressources humaines du groupe à Londres. Elle reçoit ensuite la responsabilité de la branche Wireline. En 2017, elle entre au Comité exécutif du groupe. En 2019, elle est candidate au poste de directeur général de Schlumberger, mais Olivier Le Peuch est choisi pour ce poste. En juillet 2020, elle est nommée directrice générale de la branche Services et équipements de la société, patronne de l'activité pétrolière et de l'informatique du groupe, et administratrice de Rio Tinto. Hinda Gharbi décide de toutefois quitter le groupe,.
En mai 2022, elle est recrutée par Bureau Veritas comme directrice de l'exploitation, avec perspectives de devenir rapidement directrice générale. En effet, un an plus tard, en juin 2023, elle est nommée directrice générale de la société, avec comme objectif d'accélérer la croissance. Elle mène alors une politique de rachat de diverses PME. En 2024, elle est la patronne d'un groupe de 80 000 personnes dont la capitalisation boursière est de 11 milliards d'euros. En décembre 2024, elle arrive à faire entrer Bureau Veritas au CAC 40. Elle devient ainsi la 4e femme dirigeant une entreprise du CAC 40.

## Vie privée
Elle acquit la nationalité australienne par le mariage. Le couple a deux enfants qui vivent à Londres.